# یارچویاک
یارچویاک (به صربی: Jarčujak) یک منطقهٔ مسکونی در صربستان است که در کرالیفو واقع شده‌است.